# Universidad de Papúa Nueva Guinea
La universidad de Papúa Nueva Gunea es una universidad situada en Puerto Moresby, capital de dicho país. Cuenta con más de 15000 estudiantes y varios campus. En 2008 se abrió una filial en las Islas Salomón. 
Se cursan las carreras de Medicina, Farmacia, Ciencias de la salud, Ciencias Físicas y Naturales, Derecho, Negocios, Humanidades y Ciencias Sociales.